# Covenant Life
Covenant Life est une census-designated place dans le borough de Haines d'Alaska aux États-Unis. Sa population était de 86 habitants en 2010.

## Situation - climat
Elle est située au mile 26 de la Haines Highway à proximité de la rivière Klehini.
Les températures vont de 8 °C à 24 °C en été et de −11 °C à 2 °C en hiver.

## Histoire et activités
Le village a été fondé par des familles appartenant à la communauté religieuse Whitestone Farm de Dry Creek. Les habitants administrent leur propre école, cultivent et vendent des légumes et des fleurs, et mettent en commun leurs moyens de subsistance.

## Démographie
| 1990 | 2000 | 2010 | - | - | - |
| ---- | ---- | ---- | - | - | - |
| 47   | 102  | 86   | - | - | - |

## Sources et références
- (en) CIS

- (en) Cet article est partiellement ou en totalité issu de l’article de Wikipédia en anglais intitulé « Covenant Life, Alaska » (voir la liste des auteurs).

1. ↑  « Statistiques des États-Unis (Alaska) - Profils des communautés de 2010 » (consulté en octobre 2020)